# Spanische Nationale Schusswaffenvereinigung
Die Asociación Nacional del Arma de España (dt. etwa Nationale Schusswaffenvereinigung), offizielle Abkürzung ANARMA, ist eine Lobbyorganisation, deren Hauptaufgabe in der Interessenvertretung von Schusswaffenbesitzern sowie -nutzern besteht.
Da in Spanien der Waffenbesitz zur Selbstverteidigung verboten ist, handelt es sich bei besagten Schusswaffennutzern hauptsächlich um Sportschützen, Jägern sowie Sammlern.
Die Gründung erfolgte 2003 zurück. Es folgten erhebliche Umstrukturierung im Jahre 2011t. Des Weiteren ist der Verband Vollmitglied bei FESAC (Foundation for European Societies of Arms Collectors).